# Дафне Фернандес
Дафне Фернандес (ісп. Dafne Fernández *31 березня, 1985, Мадрид, Іспанія) — іспанська акторка та балерина.

## Біографія
Дафне народилася 31 березня 1985 року у Мадриді. Почала вивчати мистецтво танцю у трирічному віці. У вісім років Фернандес розпочала навчання у Real Conservatorio Profesional de Danza de Madrid, де вивчала балет до вісімнадцяти років. Потім Дафне працювала у мюзиклі «Слава».
Фернандес дебютувала у кінематографі у фільмі Герардо Ерери «Малена — це ім′я танго». Першим фільмом, де Дафне Фернандес зіграла головну роль (Фуенсанта) була стрічка Карлоса Саури «Пташка».
Дафне багато працює на телебаченні, а також виступає у театрі.
Взяла участь у кампанії ALS ice bucket challenge.

## Вибрана фільмографія
1996: Малена — це ім′я танго
1997: Пташка
1998: Кінцевий результат
1999: Між ніг
1999: Гойя в Бордо
2000: Інший район
2001: Гра Луни
2001: Щасливі люди
2002: Осередок 507
2010: Серед вовків
2013: Небезпечна гра
2017: Ідеальні незнайомці

## Телебачення
1996: Кенгуру
2000: Рай
2002—2005: Танці під зірками
2002, 2006: Центральна лікарня
2008: Родина Серрано
2010—2014: Земля вовків
2014—2015:Закусочна Пепе

## Театр
2006/2007: Слава
2012/2013: Історія Кохання і Страху.